# Xian de Zhen'an
Pour les articles homonymes, voir Zhen'an.
Le xian de Zhen'an (镇安县 ; pinyin : Zhèn'ān Xiàn) est un district administratif de la province du Shaanxi en Chine. Il est placé sous la juridiction de la ville-préfecture de Shangluo.

## Démographie
La population du district était de 286 517 habitants en 1999.